# Thalassomya cocosensis
Thalassomya cocosensis är en tvåvingeart som först beskrevs av Hashimoto 1979.  Thalassomya cocosensis ingår i släktet Thalassomya och familjen fjädermyggor.
Artens utbredningsområde är Cocosön. Inga underarter finns listade i Catalogue of Life.